# Abdul Hakeem Jefri Bolkiah
Pangiran Muda Haji Jefri Bolkiah Bolkiah (13 giugno 1973) è un principe, dirigente d'azienda e tiratore a volo bruneiano.

## Biografia
Il principe Abdul Hakeem (o Hakim) Bolkiah è nato il 13 giugno 1973 ed è il figlio maggiore di Jefri Bolkiah, principe del Brunei, e di sua moglie Pangiran Nur Hayati. È nipote di Hassanal Bolkiah, l'attuale sultano del Brunei.
Ha studiato alla Emanuel School di Londra.
Ha partecipato alle gare di tiro al piattello maschile alle Olimpiadi di Atlanta 1996 e Sydeny 2000. Nell'evento del 1996 ha pareggiato per il 49º posto, mentre nell'evento del 2000 si è piazzato il 45º posto; non è riuscito a qualificarsi per la finale in entrambe le edizioni.
È stato amministratore delegato di Amedeo Development Corporation (ADC) fino al 1998 e di Datastream Technology, presidente di The Lexicon Group Limited (Singapore) dal 2010 e del Brunei Bullets Football Club 1995. È stato anche direttore di Amedeo Holdings Inc., PH Partners Inc., Palace Holdings Inc., Kava Holdings Inc. e Cedar Swamp Holdings Inc.
Dal 2001 è vicepresidente dell'Associazione calcistica dilettantistica del Brunei.